# Diskografija Taylor Swift
Diskografija ameriške pevke in tekstopiske Taylor Swift obsega dva studijska albuma, dva albuma v živo, eno kompilacijo, dva EP-ja, dvanajst singlov, sedem promocijskih singlov, en video album in trinajst videospotov. Taylor Swift je leta 2005 podpisala pogodbo z Big Machine Records in v prihodnjem letu izdala svoj prvi album, Taylor Swift. V Združenih državah Amerike je album Taylor Swift dosegel peto mesto na lestvici Billboard 200 in prvo mesto na lestvici Top Country Albums, prejel pa je tudi štiri platinaste certifikacije s strani organizacije Recording Industry Association of America (RIAA). Album Taylor Swift je album, ki je med letoma 2000 in 2010 najdlje ostal na lestvici Billboard 200. V sklopu albuma je Taylor Swift izdala pet singlov, vsi pa so se v Združenih državah Amerike uvrstili med najboljših štirideset singlov in prejeli platinasto certifikacijo s strani organizacije RIAA. Po albumu Taylor Swift je pevka leta 2007 izdala svoj prvi EP, naslovljen kot Sounds of the Season: The Taylor Swift Holiday Collection, naslednje leto pa še drugi EP, Beautiful Eyes. EP-ja sta na lestvici Billboard 200 dosegla dvajseto in deveto mesto.
Taylor Swift je svoj drugi glasbeni album, Fearless, izdala leta 2008. Na lestvici Billboard 200 je s tem albumom zasedla prvo mesto, na katerem se je obdržala enajst tednov zapored, s čimer je Fearless postal najbolje prodajan album v ZDA v letih 2008 in 2009 in prejel šest certifikacij s strani ogranizacije RIAA. Trinajst pesmi iz albuma se je uvrstilo med prvih štirideset pesmi na lestvici Billboard Hot 100, kar je podrlo rekord za največ pesmi iz istega albuma, ki so zasedle prvih štirideset mest na tej lestvici. Fearless je izdal pet singlov. "Love Story" (2008), prvi singl iz albuma, je postal najuspešnejša pesem Taylor Swift, saj je dosegla prvo mesto na lestvici Australian Singles Chart in prejela platinasto certifikacijo s strani organizacije Australian Recording Industry Association (ARIA). Tretji singl z albuma Fearless, "You Belong with Me", je postal najuspešnejši singl Taylor Swift v Združenih državah; uvrstil se je na drugo mesto lestvice Billboard Hot 100 in prejel dve platinasti certifikaciji s strani organizacije RIAA. "Fearless" (2010), peti singl iz istoimenskega albuma, je postal prvi singl, ki je takoj po izidu prejel zlato certifikacijo s strani organizacije RIAA na podlagi digitalne prodaje. V letu 2009 je Taylor Swift dobila nagrado Billboard Music Award za "ustvarjalko leta" zaradi uspeha na vseh Billboardovih lestvicah čez leto. Največji uspeh na lestvici Billboard Hot 100 je v februarju 2010 Taylor Swift doživela s svojo pesmijo "Today Was a Fairytale", ki je del soundtracka za film Valentinovo. Samo v Združenih državah Amerike je Taylor Swift prodala več kot deset milijonov albumov, hkrati pa je tudi najuspešnejši ustvarjalec glede digitalne prodaje, saj je na ta način prodala že več kot 24,3 milijone svojih pesmi.

## Albumi

### Studijski albumi
| 2006                                                                      | Taylor Swift - Izdan: 24. oktober 2006 - Založba: Big Machine - Formati: CD, digitalno | 5          | 1          | 33         | 14         | —          | —          | —          | —          | —          | 81         | - ZDA: 4× platinasta - Avstalija: zlata - Kanada: platinasta - Velika Britanija : srebrna               |            |            |
| 2008                                                                      | Fearless - Izdan: 11. november 2008 - Založba: Big Machine - Formati: CD, digitalno    | 1          | 1          | 2          | 1          | 23         | 7          | 1          | 5          | 12         | 5          | - ZDA: 6× platinasta - Avstralija: 4× platinasta - Kanada: 6× platinasta - Velika Britanija: platinasta |            |            |
| 2010                                                                      | Speak Now - Izdan: 15. oktober 2010 - Založba: Big Machine - Formati: CD, digitalno    | Še neizdan | Še neizdan | Še neizdan | Še neizdan | Še neizdan | Še neizdan | Še neizdan | Še neizdan | Še neizdan | Še neizdan | Še neizdan                                                                                              | Še neizdan | Še neizdan |
| "—" pomeni, da se na lestvico album ni uvrstil ali ni izšel v tej regiji. |                                                                                        |            |            |            |            |            |            |            |            |            |            | |            |            |

### Albumi v živo
| Leto | Detajli                                                                             | Opombe |
| ---- | ----------------------------------------------------------------------------------- | --- |
| 2007 | Connect Set - Izdan: 30. januar 2007 - Založba: Big Machine - Formati: CD           | - Omejena izdaja EP-ja vsebuje v živo izvedene pesmi iz albuma Taylor Swift (2006). |
| 2008 | Live from SoHo - Izdan: 15. januar 2008 - Založba: Big Machine - Formati: Digitalno | - EP je izšel v januarju 2008, ekskluzivno pa ga je prodajal iTunes Store. Vsebuje tudi v živo zapete pesmi iz albuma Taylor Swift (2006) in v živo zapeto verzijo Rihannine pesmi "Umbrella" (2007). |

### Kompilacije
| Leto | Detajli                                                                                  | Opombe |
| ---- | ---------------------------------------------------------------------------------------- | --- |
| 2007 | Rhapsody Originals - Izdan: 21. avgusta 2007 - Založba: Big Machine - Formati: Digitalno | - Ameriški EP je izšel v avgustu leta 2007, ekskluzivno pa ga je prodajal Rhapsody. Vsebuje tudi akustične verzije pesmi iz albuma Taylor Swift (2006). |

### EP-ji
| Leto | Detajli | Dosežki | Dosežki     |
| Leto | Detajli | ZDA     | ZDA Country |
| ---- | --- | ------- | ----------- |
| 2007 | Sounds of the Season: The Taylor Swift Holiday Collection - Izdan: 14. oktober 2007 - Založba: Big Machine - Formati: CD, digitalno | 20      | 14          |
| 2008 | Beautiful Eyes - Izdan: 15. julij 2008 - Založba: Big Machine - Formati: CD, digitalno                                              | 9       | 1           |

## Singli
| 2006                                                                       | "Tim McGraw"                                                     | 40 | 6  | —  | —  | —  | —  | —  | — | —  | —  | - ZDA: Zlata                                                               | Taylor Swift   |
| 2007                                                                       | "Teardrops on My Guitar"                                         | 13 | 2  | —  | 45 | —  | —  | —  | — | —  | 51 | - ZDA: Platinasta                                                          | Taylor Swift   |
| 2007                                                                       | "Our Song"                                                       | 16 | 1  | —  | 30 | —  | —  | —  | — | —  | —  | - ZDA: Platinasta                                                          | Taylor Swift   |
| 2008                                                                       | "Picture to Burn"                                                | 28 | 3  | —  | 48 | —  | —  | —  | — | —  | —  | - ZDA: Zlata                                                               | Taylor Swift   |
| 2008                                                                       | "Should've Said No"                                              | 33 | 1  | —  | 67 | —  | —  | 18 | — | —  | —  | - ZDA: Zlata                                                               | Taylor Swift   |
| 2008                                                                       | "Love Story"                                                     | 4  | 1  | 1  | 4  | 16 | 3  | 3  | 7 | 10 | 2  | - ZDA: 4× platinasta - Avstralija: 3× platinasta - Velika Britanija: Zlata | Fearless       |
| 2008                                                                       | "White Horse"                                                    | 13 | 2  | 41 | 43 | —  | —  | —  | — | —  | 60 | - ZDA: Zlata                                                               | Fearless       |
| 2009                                                                       | "You Belong with Me"                                             | 2  | 1  | 5  | 3  | 32 | 12 | 5  | — | 47 | 30 | - ZDA: Platinasta - Avstralija: 2× platinasta                              | Fearless       |
| 2009                                                                       | "Fifteen"                                                        | 23 | 7  | 48 | 22 | —  | —  | —  | — | —  | —  |                                                                            | Fearless       |
| 2009                                                                       | "Two Is Better Than One" (Boys Like Girls skupaj s Taylor Swift) | 18 | —  | —  | 18 | —  | —  | —  | — | —  | —  | - ZDA: Platinasta                                                          | Love Drunk     |
| 2010                                                                       | "Fearless"                                                       | 9  | 10 | —  | 69 | —  | —  | —  | — | —  | —  | - ZDA: Zlata                                                               | Fearless       |
| 2010                                                                       | "Half of My Heart"(John Mayer skupaj s Taylor Swift)             | 25 | —  | —  | 53 | —  | —  | —  | — | —  | —  |                                                                            | Battle Studies |
| 2010                                                                       | "Mine"                                                           |    |    |    |    |    |    |    |   |    |    |                                                                            | Speak Now      |
| "—" pomeni, da se na lestvico pesem ni uvrstila ali v tej regiji ni izšla. |                                                                  |    |    |    |    |    |    |    |   |    |    |                                                                            |                |

### Promocijski singli
| 2008                                                                       | "I Heart ?"                         | —   | —  | —  | —  | —  | —  | —   |                                            | Beautiful Eyes            |
| 2008                                                                       | "Change"                            | 10  | 57 | —  | —  | —  | —  | —   |                                            | Fearless                  |
| 2008                                                                       | "Breathe" (skupaj s Colbie Caillat) | 87  | —  | —  | —  | —  | —  | —   |                                            | Fearless                  |
| 2008                                                                       | "You're Not Sorry"                  | 11  | —  | —  | 11 | —  | —  | —   | - ZDA: Zlata                               | Fearless                  |
| 2009                                                                       | "Crazier"                           | 17  | —  | 64 | 67 | —  | —  | 100 |                                            | Hannah Montana: The Movie |
| 2009                                                                       | "American Girl"                     | 115 | —  | —  | —  | —  | —  | —   |                                            | Pesem brez albuma         |
| 2010                                                                       | "Today Was a Fairytale"             | 2   | 41 | 3  | 1  | 41 | 29 | 57  | - ZDA: Platinasta - Avstralija: Platinasta | Valentinovo               |
| "—" pomeni, da se na lestvico pesem ni uvrstila ali v tej regiji ni izšla. |                                     |     |    |    |    |    |    |     |                                            |                           |

### Ostale uspešne pesmi
| 2007                                                                       | "I'm Only Me When I'm with You"  | 115 | —  | —  | —  | - ZDA: Zlata | Taylor Swift                                              |
| 2007                                                                       | "Invisible"                      | 103 | —  | —  | —  |              | Taylor Swift                                              |
| 2007                                                                       | "Last Christmas"                 | —   | 28 | —  | —  |              | Sounds of the Season: The Taylor Swift Holiday Collection |
| 2007                                                                       | "Christmases When You Were Mine" | —   | 48 | —  | —  |              | Sounds of the Season: The Taylor Swift Holiday Collection |
| 2007                                                                       | "Santa Baby"                     | —   | 43 | —  | —  |              | Sounds of the Season: The Taylor Swift Holiday Collection |
| 2007                                                                       | "Silent Night"                   | —   | 54 | —  | —  |              | Sounds of the Season: The Taylor Swift Holiday Collection |
| 2007                                                                       | "White Christmas"                | —   | 59 | —  | —  |              | Sounds of the Season: The Taylor Swift Holiday Collection |
| 2008                                                                       | "Umbrella"                       | 104 | —  | —  | —  |              | Live from SoHo                                            |
| 2008                                                                       | "Hey Stephen"                    | 94  | —  | —  | —  |              | Fearless                                                  |
| 2008                                                                       | "Tell Me Why"                    | 101 | —  | —  | —  |              | Fearless                                                  |
| 2008                                                                       | "The Way I Loved You"            | 72  | —  | —  | —  |              | Fearless                                                  |
| 2008                                                                       | "Forever & Always"               | 34  | —  | —  | 37 |              | Fearless                                                  |
| 2008                                                                       | "The Best Day"                   | 103 | 56 | —  | —  |              | Fearless                                                  |
| 2009                                                                       | "Jump Then Fall"                 | 10  | 59 | 98 | 14 |              | Fearless                                                  |
| 2009                                                                       | "Untouchable"                    | 19  | —  | —  | 23 |              | Fearless                                                  |
| 2009                                                                       | "Come in with the Rain"          | 30  | —  | —  | 40 |              | Fearless                                                  |
| 2009                                                                       | "SuperStar"                      | 26  | —  | —  | 35 |              | Fearless                                                  |
| 2009                                                                       | "The Other Side of the Door"     | 22  | —  | —  | 30 |              | Fearless                                                  |
| 2010                                                                       | "Breathless"                     | 72  | —  | —  | 49 |              | Hope for Haiti Now                                        |
| "—" pomeni, da se na lestvico pesem ni uvrstila ali v tej regiji ni izšla. |                                  |     |    |    |    |              |                                                           |

## Video albumi

### Dokumentarni filmi
| Leto | Detajli                                                                      | Opombe |
| ---- | ---------------------------------------------------------------------------- | --- |
| 2009 | CMT Crossroads - Izdan: 16. junij 2009 - Založba: Big Machine - Formati: DVD | - Ameriški dokumentarni film izdan junija 2009, je bil ekskluzivno prodajan v trgovinah Wal-Mart. DVD spremlja Taylor Swift čez srečanje in nastopanje z angleškim rock bandom Def Leppard. |

## Videospoti
| Leto | Pesem                           | Režiserji     |
| ---- | ------------------------------- | ------------- |
| 2006 | "Tim McGraw"                    | Trey Fanjoy   |
| 2007 | "Teardrops on My Guitar"        | Trey Fanjoy   |
| 2007 | "Our Song"                      | Trey Fanjoy   |
| 2008 | "I'm Only Me When I'm with You" | Taylor Swift  |
| 2008 | "Picture to Burn"               | Trey Fanjoy   |
| 2008 | "Beautiful Eyes"                | Unknown       |
| 2008 | "Change"                        | Shawn Robbins |
| 2008 | "Love Story"                    | Trey Fanjoy   |
| 2009 | "White Horse"                   | Trey Fanjoy   |
| 2009 | "The Best Day"                  | Taylor Swift  |
| 2009 | "You Belong with Me"            | Roman White   |
| 2009 | "Fifteen"                       | Roman White   |
| 2010 | "Fearless"                      | Todd Cassetty |